# Paranataelia adoratavae
Paranataelia adoratavae là một loài bướm đêm trong họ Noctuidae.